# Baruya jezik
Baruya jezik (ISO 639-3: byr; barua, yipma), papuanski jezik transnovogvinejske porodice kojim govori oko 6 600 ljudi (1990 census) u Papui Novoj Gvineji u provinciji Eastern Highlands, distrikt Marawaka.
Zajedno s još 12 jezika pripada anganskoj skupini. Ima četiri dijalekta, wantakia, baruya, gulicha i usirampia (wuzuraabya).

## Vanjske poveznice
- Ethnologue (14th)
- Ethnologue (15th)